# 纳尤
纳尤（法語：Nailloux，法語發音：[naju]）是法国上加龙省的一个市镇，属于图卢兹区。

## 地理
纳尤（43°21'21"N, 1°37'24"E）面积18.55 平方千米，位于法国奧克西塔尼大區上加龙省，该省份为法国西南部内陆省份，西南端与西班牙接壤，自此顺时针与上比利牛斯省、热尔省、塔恩-加龙省、塔恩省、奥德省和阿列日省接壤。
与纳尤接壤的市镇（或旧市镇、城区）包括：孟德斯鸠洛拉盖、艾涅、艾格维沃、蒙雅尔、圣莱昂。

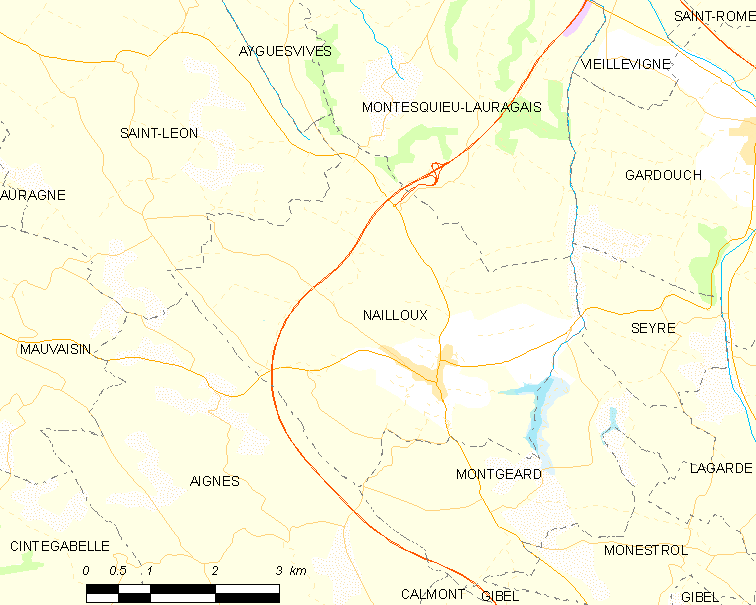
纳尤的OSM定位图

纳尤的时区为UTC+01:00、UTC+02:00（夏令时）。

## 行政
纳尤的邮政编码为31560，INSEE市镇编码为31396。

## 政治
纳尤所属的省级选区为埃斯卡尔康斯县。

## 人口

1962-2008年间纳尤人口变化图示

纳尤于2022年1月1日时的人口数量为4146人。